# Andrea del Verrocchio
Andrea di Michele di Cione poznan kot Andrea del Verrocchio, italijanski slikar, kipar, zlatar in keramik, * verjetno 1435., Firence (Florentinska republika, danes Italija), † 1488. Benetke (Beneška republika, danes Italija).
Očitno je postal znan kot Verrocchio po priimku svojega mojstra, zlatarja. Nekaj slik mu z gotovostjo pripisujejo, vendar so se v njegovi delavnici šolali pomembni slikarji. Med njegovimi učenci so bili Leonardo da Vinci, Pietro Perugino in Lorenzo di Credi. Njegov največji pomen je bil kot kipar in njegovo zadnje delo, Konjeniški kip Bartolomea Colleonija v Benetkah, je splošno sprejet kot njegova mojstrovina.

## Življenje
Andrea je bil sin Michela di Cione, proizvajalca keramičnih ploščic in pozneje carinika. Bil je peti od osmih otrok in je moral zelo zgodaj pomagati staršem pri preživljanju družine. Edina šola, ki jo je obiskoval, je bila zlatarska delavnica mojstra Verrocchija, od katerega je pozneje prevzel priimek. Vendar je bil Andrea predvsem sam svoj učitelj in ker ni imel stikov z bogatejšimi sloji Firenc, tudi sam svoj gospodar, dokler ga niso leta 1466 prevzeli v pokroviteljstvo Medičejci. S tem je mladi umetnik znatno izboljšal svoje ekonomsko stanje in prestiž. Leta 1472 je vstopil v Ceh svetega Luke kot slikar in rezbar. Skozi njegovo delavnico so kot vajenci šli več velikih umetnikov, kot sta Leonardo da Vinci in Lorenzo di Credi. Poleg tega so sodelovali tudi umetniki, kot so Domenico Ghirlandaio, Francesco Botticini in Pietro Perugino, njihova zgodnja dela pa je težko ločiti od Verrocchiovih del. Giovanni Santi beleži, da so Botticelli, Luca Signorelli in mladi Filipino Lippi prav tako obiskovali ali delali v Verrocchiovem studiu. O umetnikovi pedagogiki je florentinski pesnik Ugolino Verino zapisal: »Kar koli imajo slikarji dobrega, so pili iz Verrocchiovega vrelca«.
Delavnica je bila znana po tem, da se je ukvarjala z vsemi umetnostmi, od slikarstva in kiparstva do rezbarstva, zlatarstva, lončarstva in miniaturne poslikave.
Ker se ni nikoli poročil, je bil Andrea del Verrocchio osumljen homoseksualnosti in celo anonimno prijavljen oblastem zaradi sodomije, vendar so se obtožbe izkazale za golo obrekovanje.
Beneška republika je leta 1479 naročila umetniku monumentalni kip svojega generala Bartolomea Colleonija. Zato  je ob koncu svojega življenja Verrocchio odprl novo delavnico v Benetkah, kjer je delal na kipu Bartolomea Colleonija, zapustil firenško delavnico, ki jo je vodil Lorenzo di Credi. Umrl je v Benetkah leta 1488.

## Delo

### Slikanje
Kljub pomembnosti Verrocchiove delavnice pri izobraževanju mlajših slikarjev je zelo malo slik splošno priznanih kot njegovo lastno delo in obstaja veliko težav pri atribuciji.
Slika Madone s sedečim otrokom v temperi na tabli (zdaj v Berlinskih državnih muzejih, Gemäldegalerie) velja za zgodnje delo iz let 1468–1470.
Slika v Narodni galeriji v Londonu (kat. št. NG2508) Device z otrokom z dvema angeloma v temperi na plošči, ki prej ni bila pripisana Verrocchiu, je bila okoli leta 2010 očiščena in restavrirana in se mu zdaj pripisuje z datum približno 1467–1469.
Majhna slika na plošči Tobija, ki se odpravlja na pot z nadangelom Rafaelom in nosi ribo, s katero naj bi ozdravil očetovo slepoto, je bila verjetno naslikana kot zasebna pobožna slika. To je zgodnje delo, ki so ga prej pripisovali Pollaiuolu in drugim umetnikom. Covi meni, da je bila verjetno naslikana s pomočjo Ghirlandaia. Zdaj je v Londonu v Narodni galeriji.
Slika Kristusov krst, ki je zdaj v Galeriji Uffizi v Firencah, je bila naslikana v letih 1474–75. Pri tem delu je Verrocchiu pomagal Leonardo da Vinci, takrat mladostnik in član njegove delavnice, ki je naslikal angela na levi in del ozadja zgoraj. Po besedah Giorgia Vasarija se je Andrea odločil, da se nikoli več ne bo dotaknil čopiča, ker ga je Leonardo, njegov učenec, daleč presegel, a kasnejši kritiki to zgodbo štejejo za apokrifno.
Madona na prestolu z Janezom Krstnikom in svetim Donatom je v stolnici v Pistoi. Ostala je nedokončana in dokončal jo je Lorenzo di Credi, ko je bil Verrocchio v Benetkah proti koncu svojega življenja.

### Kiparstvo
Okoli leta 1465 naj bi Verrocchio delal na lavaboju Stare zakristije v San Lorenzu v Firencah.
Med letoma 1465 in 1467 je izdelal nagrobni spomenik Cosimu Medičejskemu za kripto pod oltarjem iste cerkve, leta 1472 pa je dokončal spomenik Pieru in Giovanniju Medičejskemu v stari zakristiji.
Leta 1467 je Tribunale della Mercanzia, sodni organ cehov v Firencah, naročil pri Verrocchiu bronasto skupino s podobo Kristusa in sv. Tomaža za osrednjo nišo vzhodne fasade Orsanmichele, ki jo je Tribunale pred kratkim kupil, da bi nadomestil kip. Ludvika Touluzskega, ki je bil odstranjen. Zato je imel problem postaviti dva kipa (več kot v naravni velikosti) v nišo, prvotno namenjeno enemu. Kot pravi Covi, so problem rešili "na zelo uspešen način". Delo je bilo postavljeno leta 1483 in »je bilo hvaljeno od dneva odkritja in skoraj brez izjeme priznano kot mojstrovina«.
Leta 1468 je Verrocchio izdelal bronast svečnik (visok 1,57 metra), ki je zdaj v Rijksmuseumu v Amsterdamu, za Sinjorijo Firence.
Tudi leta 1468 je sklenil pogodbo za izdelavo zlate krogle (palla), ki naj bi jo postavili na vrh luči Brunelleschijeve kupole na Firenške stolnice Žoga je bila domiselno narejena iz bakrenih plošč, spajkanih skupaj in vkovanih v obliko ter nato pozlačenih. Končana je bila spomladi 1471. (Križ na vrhu so delale druge roke). V kroglo je udarila strela in je padla 27. januarja 1601, vendar je bila leta 1602 rekonstruirana.
V zgodnjih 1470-ih je odpotoval v Rim, medtem ko je leta 1474 izdelal spomenik Forteguerri za stolnico v Pistoii, ki ga je pustil nedokončanega.
Bronasti kip David (Verrocchio)|Davida]] je naročil Piero de'Medici. Na podlagi sloga in tehnike ga je Butterfield datiral v sredino 1460-ih; menil ga je za mojstrovino Verrocchiove zgodnje kariere. Leta 1476 ga je kupila firenška Sinjorija od Pierovih dedičev Lorenza in Giuliana de' Medici in je zdaj v Bargellu v Firencah. Verrocchiov David je mlad fant, skromno oblečen, v kontrastu z Donatellovim provokativnim Davidom. Za to figuro naj bi mojster kot model uporabil mladega Leonarda, novinca v njegovi delavnici.
Ob neznanem datumu (domneve segajo od 1465 do 1480: papež-Hennessy pravi okoli 1470) je dokončal v bronu Putto (krilati deček) z delfinom, prvotno namenjen za vodnjak v medičejski vili Careggi, kasneje pa ga je veliki vojvoda Cosimo Medičejski prinesel v Firence za vodnjak v Palazzo della Signoria. Bruno Bearzi ga je nadomestil s kopijo in od leta 1959 je shranjen v sobi v Palazzo Vecchio.
Marmorni doprsni kip dame s šopkom rož (Dama col mazzolino) v Bargellu v Firencah je verjetno iz poznejših 1470-ih. Identiteta ženske ni znana.
Relief za nagrobni spomenik Francesce Tornabuoni za Santa Maria sopra Minerva v Rimu je prav tako zdaj v Bargellu v Firencah. Verrocchio je delal na pogrebnem spomeniku kardinalu Niccolu Forteguerriju v Pistoi, ko je leta 1483 odpotoval v Benetke.

### Kip Bartolomea Colleonija
Leta 1475 je umrl kondotjer Colleoni, nekdanji generalni kapitan Beneške republike, ki je s svojo oporoko zapustil znaten del svojega premoženja republiki pod pogojem, da se naroči njegov kip in postavi na Piazza San Marco. Leta 1479 je republika napovedala, da bo dediščino sprejela, vendar (ker kipi na Piazzi niso bili dovoljeni) bo kip postavljen na odprtem prostoru pred Scuolo San Marco. Za izbiro kiparja je bil razpisan natečaj. Za naročilo so se potegovali trije kiparji, Verrocchio iz Firenc, Alessandro Leopardi iz Benetk in Bartolomeo Vellano iz Padove. Verrocchio je naredil model svoje predlagane skulpture z uporabo lesa in črnega usnja, medtem ko so drugi izdelovali modele iz voska in gline. Trije modeli so bili leta 1483 razstavljeni v Benetkah, pogodba pa je bila dodeljena Verrocchiu. Nato je odprl delavnico v Benetkah in izdelal končni model iz gline, ki je bil pripravljen za ulivanje v bron, vendar je umrl leta 1488, preden je bilo to storjeno. Prosil je, da bi njegovemu učencu Lorenzu di Crediju, ki je takrat vodil njegovo delavnico v Firencah, zaupali dokončanje kipa, vendar je beneška država po precejšnji zamudi to naročila Alessandru Leopardiju. Kip je bil sčasoma postavljen na podstavek, ki ga je izdelal Leopardi v Santi Giovanni e Paolo v Benetkah, kjer stoji še danes.
Leopardi je zelo uspešno ulil bron in kip je vsesplošno občudovan, vendar papež Hennessy meni, da če bi Verrocchio to lahko naredil sam, bi glavo in druge dele dokončal bolj gladko in bi bil še boljši, kot je. Čeprav ni bil postavljen tam, kjer je zahteval Colleoni, je Passavent poudaril, kako lepo je videti na svojem dejanskem položaju, in zapisal, da je »veličasten občutek gibanja v tej figuri prikazan v izjemni prednosti v njeni sedanji postavitvi« in da kot skulptura, »daleč presega vse, kar si je stoletje še prizadevalo ali mislilo, da je mogoče«. Poudarja, da sta tako človek kot konj enako dobra in sta skupaj neločljiva dela skulpture.
Verrocchio verjetno še nikoli ni videl Colleonija in kip ni portret moškega, ampak ideja o močnem in neusmiljenem vojaškem poveljniku, ki »kipi od titanske moči in energije«. To je v nasprotju z Donatellovim kipom kondotjera v Padovi, znanega kot Gattamelata, s svojim »pridihom umirjenega poveljevanja« in ves Verrocchiov trud »je bil posvečen upodabljanju gibanja ter občutku napetosti in energije«.

## Galerija
- Marija z Detetom, tempera na lesu, 75,5 x 54,8 cm (1466–1470)
- Nejevera svetega Tomaža, bron, 241 cm Kristus in 203 cm Tomaž (1466–1483)
- Grobnica Medičejcev, marmor, porfir, bron, peščenjak, 358 × 601 cm (1469–1472) (detajl)
- Putto z delfinom, bron, 67 cm (1470)
- Devica časti Jezuščka (Madona Ruskin), 106,7 x 76,3 cm (1470)
- David, bron, 126 cm (1472–1475)
- Spomenik Forteguerri, dokončan po umetnikovi smrti
- Spomenik Forteguerri v stolnici svetega Zenona (Pistoia), marmor (1474) (detajl)
- Angel na spomeniku Forteguerri, terakota, 36,5 x 32,8 cm
- Kristusov krst, sodelovanje z Leonardom, olje in tempera, 177 x 151 cm (1475–1478)
- Oltar svetega Janeza, srebro in emajl na lesu, 31,5 x 42 cm (1477–1480)
- Spomenik Colleoniju, bron, 395 cm (1479–1483)
- Konjeniški kip Colleonija, bron, 395 cm (1479–1488) (detajl)